# Вест Манчестер (Охајо)
Вест Манчестер (енгл. West Manchester) град је у америчкој савезној држави Охајо.

## Демографија
По попису из 2010. године број становника је 474, што је 41 (9,5%) становника више него 2000. године.
| Група             | 2000.       | 2010.       |
| Белци             | 425 (98,2%) | 451 (95,1%) |
| Афроамериканци    | 0 (0,0%)    | 9 (1,9%)    |
| Азијати           | 0 (0,0%)    | 0 (0,0%)    |
| Хиспаноамериканци | 6 (1,4%)    | 5 (1,1%)    |
| Укупно            | 433         | 474         |